# Distretto di Tab
Il distretto di Tab (in ungherese Tabi járás) è un distretto dell'Ungheria, situato nella provincia di Somogy.